# Hervé Kage
Hervé Kage (ur. 10 kwietnia 1989 w Kinszasie) – kongijski piłkarz grający na pozycji ofensywnego pomocnika. Od 2018 jest zawodnikiem klubu Kardemir Karabükspor, do którego jest wypożyczony z KV Kortrijk.

## Kariera klubowa
Swoją karierę piłkarską Kage rozpoczął w 2002 roku w klubie FC ASSE–Zellik 2002. W 2004 roku podjął treningi w szkółce piłkarskiej RSC Anderlecht. W 2006 roku stał się członkiem pierwszego zespołu. Nie zaliczył jednak debiutu w Anderlechcie. W sezonie 2006/2007 był wypożyczony do holenderskiego RKC Waalwijk, a w sezonie 2007/2008 do drugoligowego Union Saint-Gilloise.
W 2009 roku Kage przeszedł do Royalu Charleroi. Swój debiut w nim zaliczył 2 sierpnia 2009 w przegranym 1:2 domowym meczu z Club Brugge. W sezonie 2010/2011 spadł z Charleroi do drugiej ligi. W trakcie tamtego sezonu był wypożyczony do Beitaru Jerozolima, w którym zadebiutował 19 lutego 2011 w zremisowanym 0:0 domowym meczu z FC Aszdod. Latem 2011 roku wrócił do Royalu i awansował z nim do pierwszej ligi.
Na początku 2013 roku Kage został zawodnikiem KAA Gent. Z klubie z Gandawy zadebiutował 2 lutego 2013 w wygranym 2:1 domowym meczu z Germinalem Beerschot. W KAA Gent grał do końca sezonu 2013/2014.
W 2014 roku Kage przeszedł do KRC Genk. W zespole tym swój debiut zaliczył 2 sierpnia 2014 w zremisowanym 1:1 domowym meczu z Cercle Brugge. W Genk spędził rok.
Latem 2015 Kage odszedł z Genk do KV Kortrijk. Zadebiutował w nim 8 sierpnia 2015 w zremisowanym 0:0 domowym meczu z KSC Lokeren.
Na początku 2018 roku Kage został wypożyczony do tureckiego klubu Kardemir Karabükspor. Zadebiutował w nim 3 lutego 2018 w wygranym 1:0 domowym meczu z Alanyasporem.
| Sezon   | Klub                 | Kraj     | Rozgrywki     | Mecze | Gole |
| ------- | -------------------- | -------- | ------------- | ----- | ---- |
| 2006/07 | RSC Anderlecht       | Belgia   | Eerste klasse | 0     | 0    |
| 2006/07 | RKC Waalwijk         | Holandia | Eredivisie    | 2     | 0    |
| 2007/08 | Union Saint-Gilloise | Belgia   | Tweede klasse | 14    | 1    |
| 2008/09 | RSC Anderlecht       | Belgia   | Eerste klasse | 0     | 0    |
| 2009/10 | Royal Charleroi      | Belgia   | Eerste klasse | 30    | 0    |
| 2010/11 | Royal Charleroi      | Belgia   | Eerste klasse | 13    | 0    |
| 2010/11 | Beitar Jerozolima    | Izrael   | Ligat ha’Al   | 6     | 0    |
| 2011/12 | Royal Charleroi      | Belgia   | Tweede klasse | 29    | 5    |
| 2012/13 | Royal Charleroi      | Belgia   | Eerste klasse | 16    | 1    |
| 2012/13 | KAA Gent             | Belgia   | Eerste klasse | 14    | 3    |
| 2013/14 | KAA Gent             | Belgia   | Eerste klasse | 28    | 7    |
| 2014/15 | KRC Genk             | Belgia   | Eerste klasse | 22    | 3    |
| 2015/16 | KV Kortrijk          | Belgia   | Eerste klasse | 26    | 5    |
| 2016/17 | KV Kortrijk          | Belgia   | Eerste klasse | 27    | 7    |
| 2017/18 | KV Kortrijk          | Belgia   | Eerste klasse | 8     | 1    |
| 2017/18 | Kardemir Karabükspor | Turcja   | Süper Lig     |       |      |

## Kariera reprezentacyjna
Kage grał w młodzieżowych reprezentacjach Belgii. W reprezentacji Demokratycznej Republiki Konga zadebiutował 14 listopada 2012 w przegranym 0:1 towarzyskim meczu z Burkina Faso. W 2015 roku został powołany do kadry na Puchar Narodów Afryki 2015. Rozegrał na nim dwa mecze: z Zambią (1:1) i o 3. miejsce z Gwineą Równikową (0:0, karne 4:2). Z kadrą Demokratycznej Republiki Konga zajął 3. miejsce w tym turnieju.